# Mapania sylvatica
Espèce
Synonymes
- Mapania gabonica Cherm.[1]

Mapania sylvatica est une espèce herbacée de sous-bois appartenant à la famille des Cyperaceae, décrite par Jean Baptiste Christophe Fusée Aublet.
Mapania sylvatica est l'espèce-type du genre Mapania,.

## Sous-espèces
L'espèce comporte les sous-espèces suivantes : 
- M. s. ssp. gabonica
- M. s. ssp. sylvatica

## Histoire naturelle
En 1775, le botaniste Aublet propose la diagnose suivante :

« MAPANIA ſylvatica. (Tabula 17.)

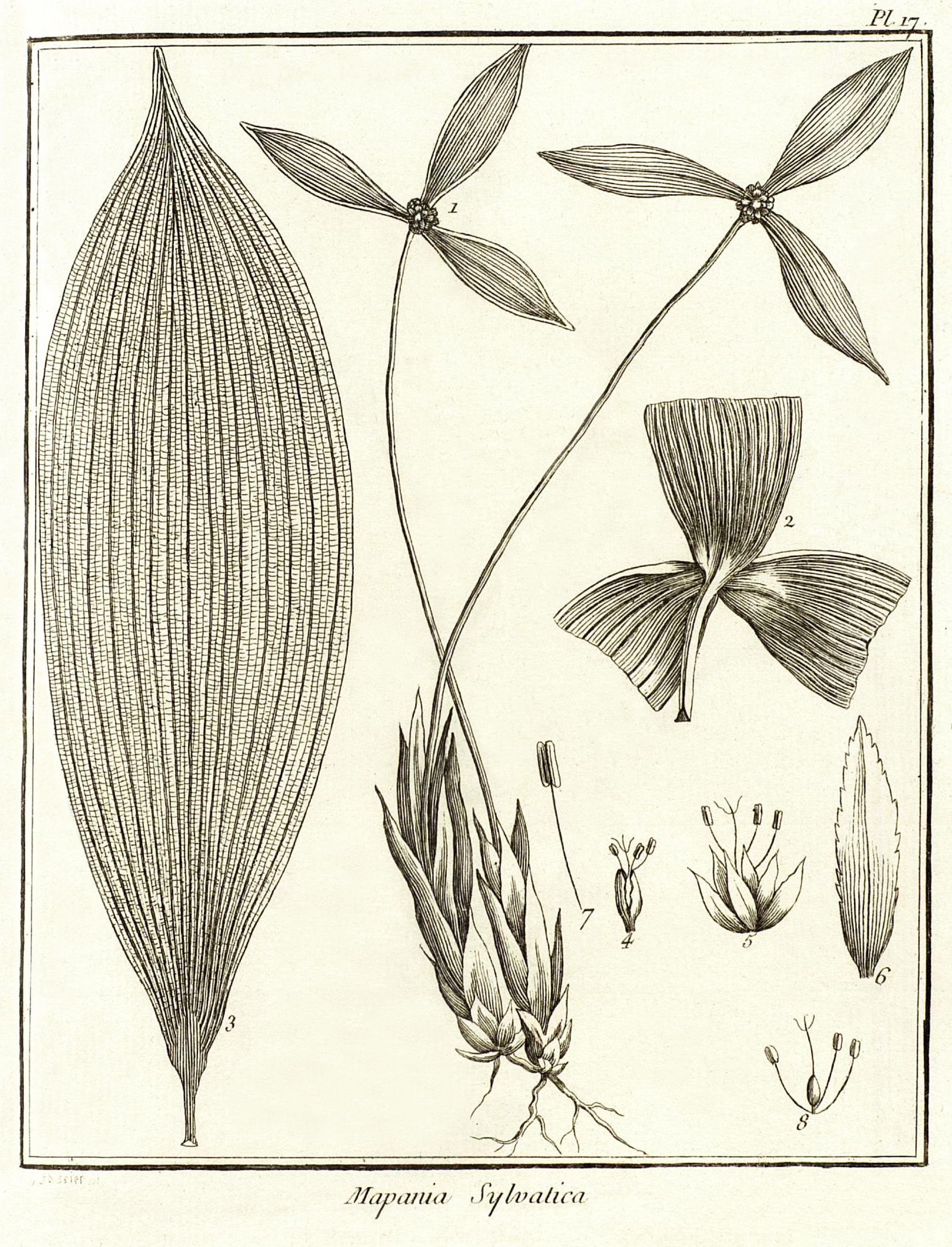
Mapania sylvatica : Planche 17 par Aublet (1775) 1. Tête de fleur vue en deſſus, diminuée. - 2. Tête de fleur vue en deſſous. - 3. Lobe, ou partie de la tête de fleur s, de grandeur naturelle. - 4. Bouton de fleur. - 5. Fleur épanouie. - 6. Écaille ſéparée du calice. - 7. Étamine ſéparée, grandie. - 8. Étamines. Ovaire. Style. Stigmates.

Planta perennis. Radix lignoſi, fibroſa ; plures ſnudos, triangulares, bipedales, ad baſim ſquamulis ſeu foliolis oblongis, acutis, imbricatis, rufeſcentibus, obvolutos emittit. Flores numeroſi, terminales, congeſti, ſeſſiles, in fundo involucri ampliſſimi.
Florebat Junio.
Habitat in ſylvis paludoſis Orapuenſibus. »

« LA MAPANE des forêts. (PLANCHE 17.)
Cette plante a des racines traçantes, dures & fibreuſes, d'où partent des tiges ſimples, garnies à leur partie inférieure de feuillets minces, ſecs, courts & pointus, qui s'embraſſent les uns les autres, de couleur rouſſâtre, & reſſemblent à des écailles vertes, grêles, dures, flexibles. La tige eſt nue, triangulaire, haute de deux pieds. À ſon extrémité ſupérieure eſt un paquet de fleurs formant une tête ſeſſile, qui eſt entourée de trois feuilles ovales, fermés, larges & minces qui s'épanouiſſent : leur longueur eſt de ſix pouces & plus, & leur largeur eſt de deux pouces. La fleur a pour calice ſix écailles concaves, dentelées & aiguës, couchées les unes ſur les autres.
Les étamines ſont au nombre de trois, attachées à la baſe du pistil. Leurs filets ſont longs, & débordent le calice. Les anthères ſont longues & s'ouvrent en deux valves.
Le pistil eſt un ovaire ſurmonté d'un style auſſi long que les étamines, & termine par trois stigmates.
Le fruit n'étoit pas en maturité, mais il m'a paru ne contenir qu'une ſeule graine.
J'ai trouve cette plante, durant le mois de Juin, dans les forêts noyées qui ſont au bord des rivières d'Aroura & d'Orapu.
On a repréſenté une feuille de grandeur naturelle. On a groſſi les parties détachées de la fleur, & diminué la plante. »

## Sources
- (sv) Cet article est partiellement ou en totalité issu de l’article de Wikipédia en suédois intitulé « Mapania sylvatica » (voir la liste des auteurs).

1. ↑  (en-US) « Mapania sylvatica Aubl. - synonyms », Tropicos, Saint Louis, Missouri, Missouri Botanical Garden (consulté le 27 février 2021)
2. 1 2  Jean Baptiste Christian Fusée-Aublet, HISTOIRE DES PLANTES DE LA GUIANE FRANÇOISE, rangées suivant la méthode sexuelle, avec plusieurs mémoires sur les différents objets intéreſſants, relatifs à la culture & au commerce de la Guiane françoiſe, & une Notice des plantes de l'Iſle de France. volume I, Londres et Paris, P.-F. Didot jeune, Librairie de la Faculté de Médecine, quai des Augustins, 1775, pp. 47-49
3. 1 2  Roskov Y., Kunze T., Orrell T., Abucay L., Paglinawan L., Culham A., Bailly N., Kirk P., Bourgoin T., Baillargeon G., Decock W., De Wever A., Didžiulis V. (eds.), « Species 2000 & ITIS Catalogue of Life: 2014 Annual Checklist. », sur Species 2000: Reading, UK., 2014 (consulté le 26 mai 2014)
4. ↑  WCSP: World Checklist of Selected Plant Families